# پارک (فیلم ۲۰۰۶)
«پارک» (انگلیسی: Park) فیلمی در ژانر کمدی-درام به کارگردانی کورت ووکر و تهیه‌کنندگی دانا جکسون محصول سال ۲۰۰۷ است.

## بازیگران
- ویلیام بالدوین - Dennis
- ریکی لیک - Peggy
- چری اوتری - Claire
- ملانی لینسکی - Sheryl
- ایزابلا میکو - Krysta
- آن دودک - Meredith
- ترنت فورد - Nathan
- Maulik Pancholy - Babar
- David Fenner - Ian
- Dagney Kerr - April
- Anthony 'Treach' Criss - Darnell
- فرانچسکو کوئین - Javier